# Holocausto
Gli Holocausto sono una band heavy metal di Belo Horizonte, Brasile. Sono stati formati nel 1985 da Marco Antônio, Valério Exterminator e Rodrigo dos Anjos. Ad oggi hanno pubblicato sei dischi tramite la Cogumelo Records. Il giornalista Eduardo Rivadavia li ha descritti definendoli "Probabilmente la band heavy metal brasiliana più controversa di sempre".

## Storia
Gli Holocausto sono un gruppo black/thrash formato nel 1985 da Marco Antônio (basso), Valério Exterminator (voce e chitarra) e Rodrigo dos Anjos (chitarra). Dopo aver registrato un demo (Massacre, 1985) e aver partecipato allo split album Warfare Noise I della Cogumelo, la band ha suscitato polemiche con il loro disco di debutto del 1987, Campo de Extermínio. Mentre molte precedenti band sudamericane, come i Sepultura, i Vulcano e i Sarcófago giocavano con il sentimento anticristiano e il satanismo, gli Holocausto si dilettavano in descrizioni vivide delle atrocità naziste nei campi di concentramento, portando ad accuse di antisemitismo. La band ha affermato che stavano "solo cercando di esporre gli orrori dell'Olocausto in tutti i suoi raccapriccianti dettagli" e "che le descrizioni scioccanti e inflessibili dell'album avevano semplicemente lo scopo di mostrare la propria repulsione per gli eventi che avevano ispirato il loro nome".
La band ha continuato con numerosi cambi di formazione, pubblicando una serie di album attraverso la Cogumelo Records, senza capitalizzare la loro notorietà iniziale. Blocked Minds del 1988 e Negatives degli anni '90 erano orientati al thrash e stilisticamente simili alla musica dei Voivod, mentre Tozago as Deismno del 1993 ha avuto un'influenza industrial. Questi album non hanno contribuito a portare alcun successo per la band, e il flop - che ha portato il gruppo allo scioglimento - è stato attribuito alle loro difficoltà di formazione e alla loro tardiva adozione di testi in inglese e all'argomento del loro debutto. Tuttavia, si sono riformati nel 2004, pubblicando un nuovo album di ispirazione hardcore, De Volta ao Front, nel 2005.
Il 1º aprile 2017, gli Holocausto hanno pubblicato un EP intitolato War Metal Massacre, tornando alle loro origini black metal.
Il sesto album in studio della band, Diário de Guerra, è stato pubblicato il 31 luglio 2019.

## Membri
Ultima formazione
- Rodrigo Führer - voce solista (1985-1987, 2015-2018), batteria (1988-1994, 2004-2015)
- Valério Exterminator - chitarra (1985-1987, 2004-2018), voce solista (2004-2015)
- Anderson Guerrilheiro - basso (1986-1989, 2004-2018), voce solista (1988-1989)
- Armando Nuclear Soldier - batteria (1987, 2017-2018

Membri originali
- Marco Antônio - basso (1985-1986; deceduto 1986)
- Renato da Costa - chitarra (1988-1992)
- João Marcelo - basso (1989-1994)
- Rossano Polla - voce (1989-1994)
- Rodrigo dos Anjos - chitarra (1992-1994)
- Nedson Warfare - batteria (1985-1987, 2015-2017)

## Discografia
- Massacre demo (1985)
- Warfare Noise I split LP (con i Chakal, i Mutilator, e i Sarcófago; Cogumelo, 1986)
- Campo de Extermínio LP (Cogumelo, 1987)
- Blocked Minds LP (Cogumelo, 1988)
- Australoptecus Experience demo (Cogumelo, 1990)
- Negatives LP (Cogumelo, 1990)
- Tozago as Deismno LP (Cogumelo, 1993)
- De Volta ao Front LP (Cogumelo, 2005)
- Campo de Exterminio Show - 1987 DVD (Cogumelo, 2007)
- War Metal Massacre EP (Nuclear War Now!, 2017)
- Diário de Guerra LP (Nuclear War Now!, 2019)